# Nimberg
Der Nimberg (häufig auch Marchhügel genannt) ist ein 253,6 m ü. NHN hoher welliger, mit Löss bedeckter Hügelrücken aus Festgestein. Er liegt im Südwesten Baden-Württembergs innerhalb der südlichen Oberrheinebene in der Region Breisgau, nordwestlich von Freiburg.

## Namensdeutung
Nimberg: Der Name gilt eigentlich nur für den nördlichen Teil des Hügelrückens und leitet sich vermutlich von der bereits im späten Mittelalter abgegangenen Burg Nimburg ab. Die Burg wurde im Jahr 1052 erwähnt und war im Besitz der Grafen von Nimburg. Von der ehemaligen Burganlage ist heute nur noch der Burggraben erhalten. Damals siedelte sich um die Burg herum die Ortschaft Nimburg an, die heute ein Ortsteil der Gemeinde Teningen im Landkreis Emmendingen ist.
Marchhügel: Der Name für den südlicheren Teil des Hügelrückens stammt von den um ihn herum liegenden sechs „Marchdörfern“.

## Geographie

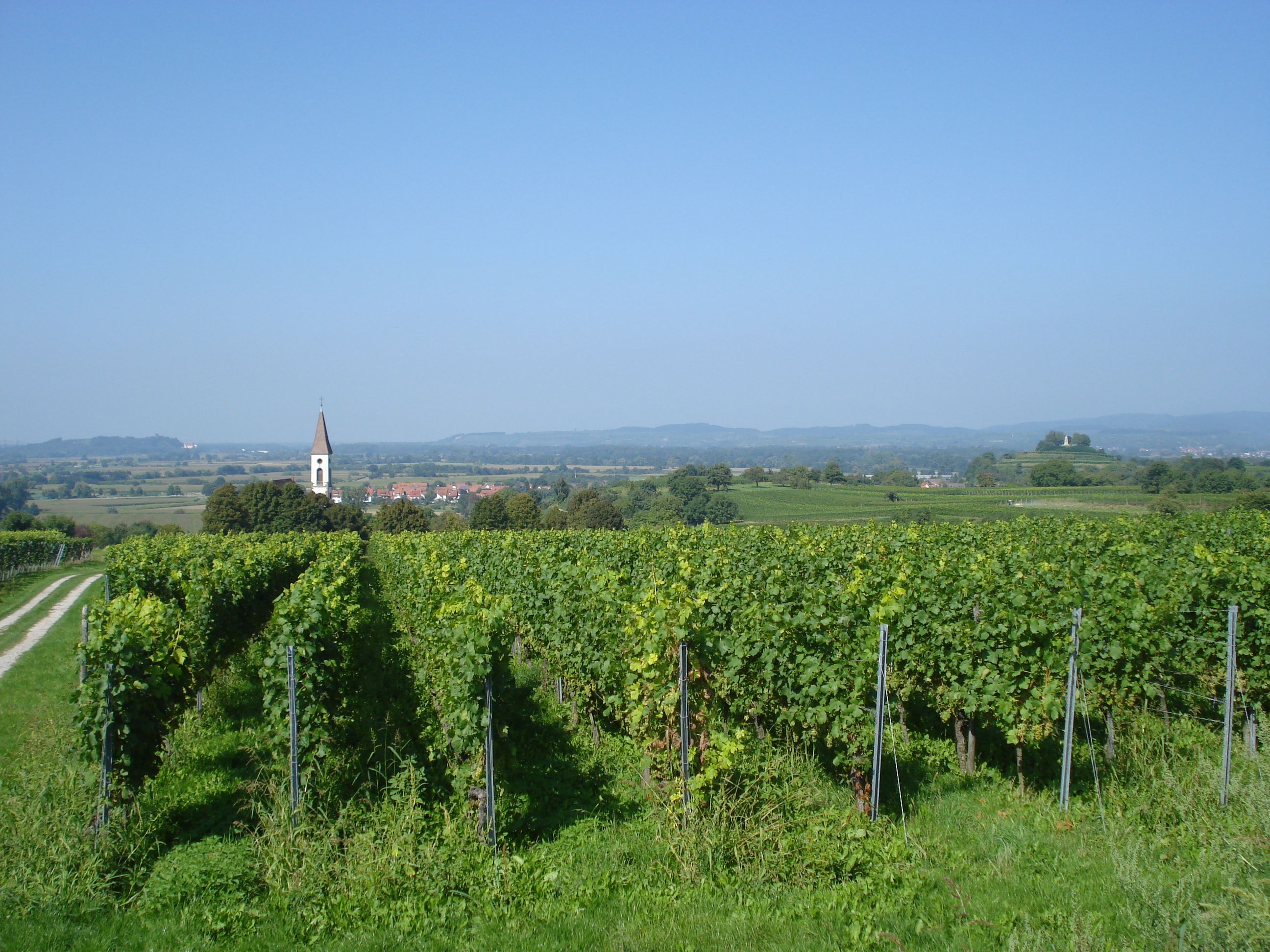
Blick nach Norden: direkt hinter dem Kirchturm ist die Riegeler Pforte

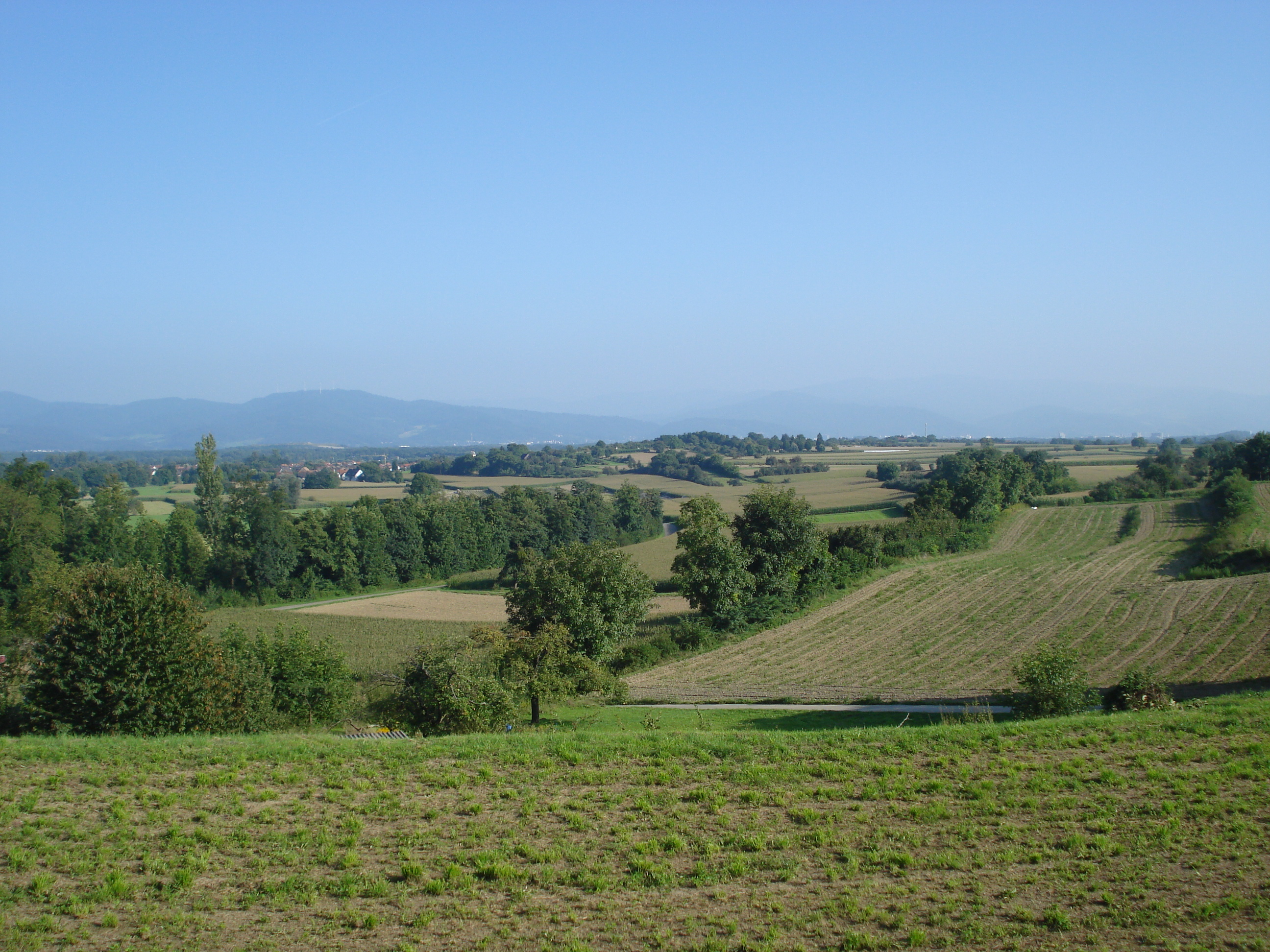
Blick nach Süden: in der Mitte der Holzhauser Kirchberg, dahinter die Freiburger Bucht

Der Nimberg ist 253,6 m ü. NHN hoch, befindet sich nordwestlich von Freiburg im Breisgau und direkt östlich des Kaiserstuhls mitten in der Freiburger Bucht, aus der er sich bis zu 70 m erhebt. Die Dreisam fließt, in einem Bogen, westlich am Nimberg vorbei, die Glotter direkt an seiner Ostflanke. Die „historische“ Glotter formte durch die damit einhergehende Erosion überwiegend die östlich liegenden Böschungen und Steilhänge des Nimbergs. Historisch deshalb, weil die heutige Glotter nur noch ein relativ kleiner Bach ist, der durch entsprechende Regulierung praktisch niemals Hochwasser führt, denn am Ausgang des Glottertals, in der Nähe des Denzlinger Sportgeländes, wird der größte Teil der Wassermenge der Glotter in das Lossele umgeleitet. Den Einfluss dieser Erosion kann man heute noch gut erkennen: In den Abschnitten, an denen Glotter und Schobbach direkt am Nimberg entlang fließen (etwa bei Bottingen und Nimburg), ist die Nimberg-Ostflanke sehr steil abfallend; bei Benzhausen oder Holzhausen, wo kein Bach direkt an der Flanke entlang fließt oder floss, ist die Ostflanke sanft abfallend.
Im Gegensatz zum Kaiserstuhl-Massiv hat der Nimberg keinen vulkanischen Ursprung. Räumlich und klimatisch zählt der Nimberg aber untrennbar zum Kaiserstuhl.
In manchen Literaturen ist auch die Rede vom „Nimburger Rücken“ oder dem „Marchbuckel“, wenn vom Nimberg bzw. Marchhügel oder gar beidem gesprochen wird. Morphologisch betrachtet bilden sowohl Nimberg als auch Marchhügel einen einheitlichen Höhenzug. Im Bereich seiner niedrigeren „Taille“ zwischen Neuershausen und Holzhausen allerdings gehen die Fachleute davon aus, dass diese nicht aus mesozoischem Festgestein, sondern, wie die „Mengener Brücke“ bei Schallstadt, aus Löss- und Verschwemmungssedimenten besteht (die Mengener Brücke, die sich nur 15–20 Meter aus der Ebene erhebt, ist eine mit Löss bedeckte Anhöhe, die den Tuniberg mit dem Batzenberg verbindet und damit die Freiburger von der Staufener Bucht abtrennt). Nimberg und Marchhügel waren (bzw. sind) aus tektonischer Sicht ursprünglich also zweigeteilt. Daher erscheint es auch legitim, dass der nördliche als auch der südliche Teil des Höhenzuges – zumindest im Volksmund – jeweils einen eigenen Namen tragen. Die offizielle Bezeichnung des gesamten Höhenzugs, einschließlich des Marchhügels, lautet dennoch Nimberg.
In seiner weitesten Ausdehnung von Norden bei Nimburg bis zum Süd-Ost-Ausläufer bei der Tank- und Rastanlage Schauinsland bei Freiburg-Hochdorf ist der gesamte Hügelrücken 6,85 km lang, seine durchschnittliche Breite beträgt 1,0 km.
Die Nimberg-Plateaus „Rennegerten“ (254 m) sowie „Kreuzacker“ (250 m) sind die höchsten Erhebungen des Nimbergs und befinden sich bei Bottingen. Nur auf der nördlichen Westflanke, zur Dreisamniederung hin, setzt sich der Nimberg durch eine Steilkante optisch in Szene. Im Süden geht er sanft abfallend ins Gebiet der Gemeinde March über und erhebt sich kaum sichtbar aus der Ebene. Auch nach Osten hin ist der Übergang zur Elzniederung flach abgedacht. Bei Holzhausen gewinnt der Nimberg wieder an Höhe und wird ab hier, wie bereits erwähnt, „Marchhügel“ genannt. Die höchsten Erhebungen des Marchügels sind der „Scheibenbuck“ bei Hugstetten (241 m), „Eichacker“ bei Freiburg-Hochdorf (239 m) und „Hölgacker“ bei Holzhausen (230 m).
Auf ihrem Weg zur Dreisam bei Riegel am Kaiserstuhl werden Schobbach, Glotter und ihre zahlreichen Nebenarme am Nimberg gestaut und nach Norden in Richtung Dreisam und Elz abgelenkt. Daher steht in diesem Niederungsbereich der Freiburger Bucht das Grundwasser ganzjährig hoch an. Dies ist auf der Verbindungsstraße zwischen Nimburg und seinem Ortsteil Bottingen besonders gut zu beobachten.

### Ortschaften am Nimberg
Geografisch im Uhrzeigersinn Nord, Ost, Süd und West aufgelistet:
- Teningen-Nimburg
- Teningen-Bottingen
- March-Holzhausen
- Freiburg-Benzhausen
- Freiburg-Hochdorf
- March-Hugstetten
- March-Buchheim
- March-Neuershausen

## Klima
Der Nimberg liegt in einer Zone mit warm- und feucht-gemäßigtem Klima mit vergleichsweise milden Wintern und warmen bis heißen Sommern, die teilweise sogar Durchschnittstemperaturen von über 20 °C in den Monaten Juli und August aufweisen können. Aufgrund der vorherrschenden Südwestwinde – Einfluss der Burgundischen Pforte – überwiegen in der Freiburger Bucht atlantisch-ozeanische Klimaeinflüsse. Durch diesen ozeanischen Einfluss und die Lage im Rheintal liegt der Nimberg auch im Regenschatten der Vogesen. Die Oberrheinische Tiefebene weist Jahresmitteltemperaturen von etwas über 10 °C auf und gehört damit zu den wärmsten Gebieten Deutschlands. Teile des Nimbergs, welche klimatisch dem Kaiserstuhl zuzuordnen sind, weisen stellenweise sogar mediterranes Klima auf.
|                       | Jan  | Feb  | Mär  | Apr  | Mai  | Jun   | Jul  | Aug  | Sep  | Okt  | Nov | Dez  |   |       |
| Mittl. Tagesmax. (°C) | 5,4  | 7,7  | 13,9 | 20,6 | 24,1 | 24,4  | 23,9 | 27,1 | 24,9 | 16,5 | 9,6 | 8,4  | ⌀ | 17,3  |
| Mittl. Tagesmin. (°C) | 0,2  | 0,8  | 2,7  | 6,7  | 9,4  | 12,7  | 11,8 | 14,1 | 11,7 | 5,9  | 2,8 | 2,8  | ⌀ | 6,8   |
|                       |      |      |      |      |      |       |      |      |      |      |     |      |   |       |
| Niederschlag (mm)     | 31,7 | 25,1 | 44,5 | 26,6 | 51,5 | 121,3 | 90,9 | 60,9 | 41,3 | 56,6 | 0,5 | 89,6 | Σ | 640,5 |
|                       |      |      |      |      |      |       |      |      |      |      |     |      |   |       |
| Sonnenstunden (h/d)   | 2,3  | 3    | 6,4  | 8,9  | 9,2  | 6,5   | 7    | 7,6  | 7,2  | 5    | 5,8 | 1,1  | ⌀ | 5,8   |
|                       |      |      |      |      |      |       |      |      |      |      |     |      |   |       |
| Regentage (d)         | 15   | 11   | 10   | 6    | 9    | 18    | 11   | 14   | 9    | 9    | 2   | 23   | Σ | 137   |

| 0,2 |

| 0,8 |

| 2,7 |

| 6,7 |

| 9,4 |

| 12,7 |

| 11,8 |

| 14,1 |

| 11,7 |

| 5,9 |

| 2,8 |

| 2,8 |

| 0,2 |

| 0,8 |

| 2,7 |

| 6,7 |

| 9,4 |

| 12,7 |

| 11,8 |

| 14,1 |

| 11,7 |

| 5,9 |

| 2,8 |

| 2,8 |

### Meteorologische Daten
Die jährliche Durchschnittstemperatur des Nimberg-Gebiets liegt bei 10,2 °C. 2011 gab es an der Wetterstation auf dem Marchhügel bei Holzhausen 15 „Heiße Tage“ mit mehr als 30 °C. Am 22. August 2011 kletterte das Thermometer auf dem Nimberg sogar auf 34,3 °C – am 22. Januar 2011 fiel es hingegen auf −7,6 °C. 2011 wurden 47 Frosttage sowie auch 84 Sommertage mit mehr als 25,0 °C registriert. Was wohl die allerwenigsten wissen: An der erwähnten Wetterstation wurde am 13. August 2003 mit 40,2 °C die höchste jemals in Deutschland gemessene Temperatur registriert. Diesen Wert teilt sich March noch mit Gärmersdorf bei Amberg, Freiburg und Karlsruhe.
Auch mit etwa 1.800 Sonnenstunden pro Jahr nimmt der Nimberg einen vorderen Platz im Bundesgebiet ein (2011: 2.041,7). Die mittlere jährliche Niederschlagsmenge ist mit 772 mm etwas niedriger als der bundesweite Durchschnitt von zirka 800 mm (2011: 640,5 l). Der meiste Niederschlag fällt im Sommer mit einem Spitzenwert von 103 mm im Juli (2011: 91). Der geringste Niederschlag fällt im Januar mit 25 mm (2011: 32). Im Jahr 2011 gab es am Nimberg 137 Regentage, der meiste Regen fiel dabei am 12. Juli mit 23,8 l/m². Der hohe Niederschlag in der Sommerzeit ist mit der bundesweit größten Anzahl an Gewittern zu erklären, die im Bereich des benachbarten Schwarzwaldes bzw. der Vogesen entstehen.
Außergewöhnlich wenig Regen ist im November 2011 gefallen: An zwei Tagen fielen gerade einmal 0,5 Liter! Eine geringere Niederschlagsmenge ist in dieser Gegend historisch nicht bekannt. Selbst im August des „Jahrhundertsommers 2003“ ist fast 50-mal so viel Regen gefallen wie im November 2011.
Der Köppen-Klimatyp ist die warm-feucht gemäßigte Klimazone (Ozeanisches Klima). Es gilt jedoch besonders im Sommer und immer mehr im Winter eine feuchte subtropische (Cfa) Prägung aufgrund der mittleren Temperaturen im Juli und August knapp unter 22 °C. Aufgrund der Nähe zum Schwarzwald fällt jedoch das ganze Jahr über mehr Regen als in der Oberrhein-Ebene.
Die Stadt liegt in der Nähe des Kaiserstuhls, einer Reihe von Hügeln vulkanischen Ursprungs, die einige Kilometer entfernt liegen. Der Kaiserstuhl erwärmt die Gegend deutlich, so dass Teningen in eine der wärmsten Regionen Deutschlands fällt.
|                        | Jan  | Feb  | Mär  | Apr  | Mai  | Jun  | Jul  | Aug  | Sep  | Okt  | Nov  | Dez |   |      |
| Mittl. Temperatur (°C) | 3,4  | 4,8  | 6,9  | 10,5 | 14,7 | 19,2 | 21,1 | 20,0 | 15,5 | 10,7 | 6,4  | 4,1 | ⌀ | 11,5 |
| Mittl. Tagesmax. (°C)  | 6,2  | 8,1  | 12,8 | 17,0 | 20,7 | 25,4 | 27,5 | 26,4 | 22,6 | 16,3 | 10,7 | 7,9 | ⌀ | 16,8 |
| Mittl. Tagesmin. (°C)  | −1,1 | −0,4 | 1,3  | 3,7  | 8,4  | 12,9 | 13,8 | 13,0 | 9,2  | 5,6  | 2,1  | 0,3 | ⌀ | 5,8  |
|                        |      |      |      |      |      |      |      |      |      |      |      |     |   |      |
| Niederschlag (mm)      | 63   | 44   | 43   | 69   | 119  | 93   | 47   | 73   | 52   | 47   | 55   | 44  | Σ | 749  |
|                        |      |      |      |      |      |      |      |      |      |      |      |     |   |      |
| Sonnenstunden (h/d)    | 2,7  | 3,5  | 4,0  | 5,8  | 6,5  | 8,4  | 7,8  | 7,2  | 5,7  | 3,8  | 2,4  | 2,0 | ⌀ | 5    |
|                        |      |      |      |      |      |      |      |      |      |      |      |     |   |      |
| Regentage (d)          | 17   | 13   | 14   | 13   | 15   | 14   | 12   | 13   | 11   | 12   | 13   | 14  | Σ | 161  |

| −1,1 |

| −0,4 |

| 1,3 |

| 3,7 |

| 8,4 |

| 12,9 |

| 13,8 |

| 13,0 |

| 9,2 |

| 5,6 |

| 2,1 |

| 0,3 |

| −1,1 |

| −0,4 |

| 1,3 |

| 3,7 |

| 8,4 |

| 12,9 |

| 13,8 |

| 13,0 |

| 9,2 |

| 5,6 |

| 2,1 |

| 0,3 |

## Geologie

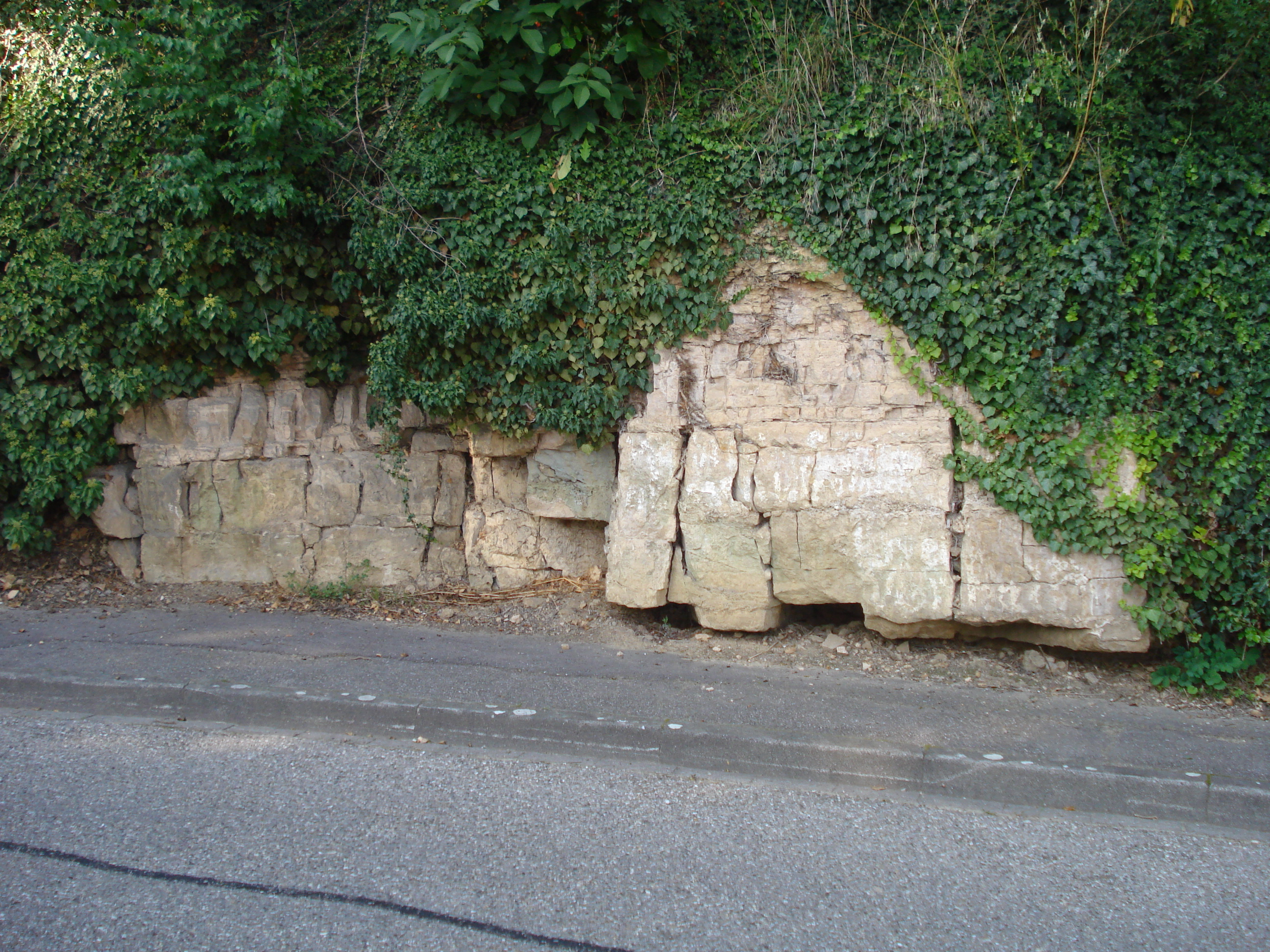
An der Einfahrt zur Weinbergstraße in Nimburg-Bottingen steht noch eine mehrere Meter dicke Schicht aus Muschelkalk-Sedimenten zu Tage an.

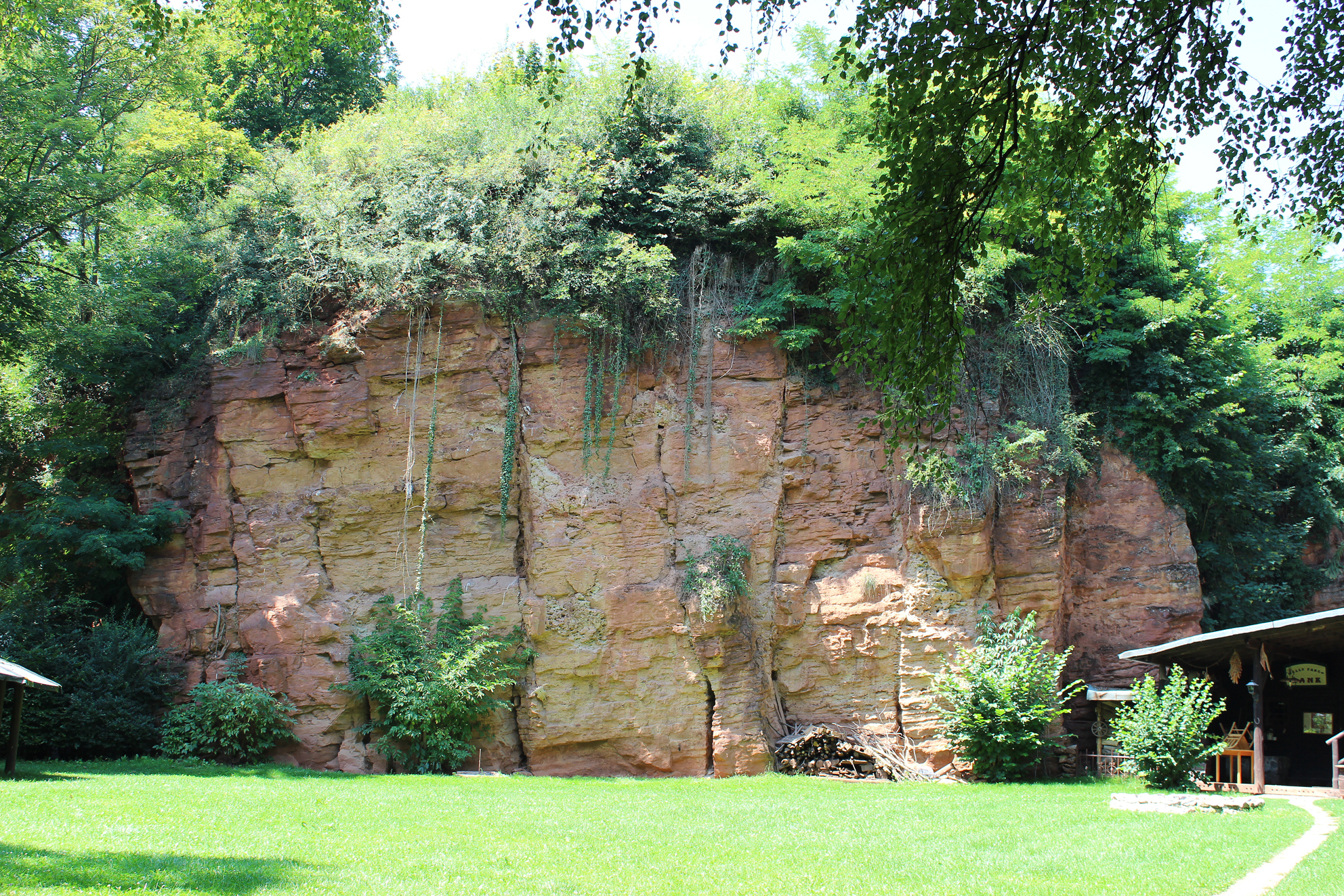
Die imposanteste Felsformation am Nimberg: Der Rote Felsen bei Hugstetten

Geologisch-tektonisch ist der Nimberg eine aus verschiedenen Teilen bestehende, von verdeckten Verwerfungen bzw. Erosionsrändern begrenzte, isolierte Vorbergscholle von Mesozoikum und Tertiär. Der Nimberg ist der „ältere Bruder“ des Kaiserstuhls und wird durch ein Verwerfungsbündel längs in mehrere Teilschollen zerlegt, deren westliche Randverwerfung offenbar an Freiburg-Uffhausen vorbei bis zum Schönberg bei Merzhausen verläuft und hier Sprunghöhen von über 200 Metern aufweist.
Der ehemalige Steinbruch am so genannten „Roten Felsen“ – beim heutigen Indianerlager in March-Hugstetten – ist die imposanteste offen sichtbare Felsformation am Nimberg. Bis zu 15 Meter hohe 90° steile und dunkelrot gefärbte Felswände ragen dort empor. Die Schrägschichtung der Gesteinsbänke deutet darauf hin, dass diese Formationen unter Meeresbedeckung entstanden. Sie sind über 230 Millionen Jahre alt und somit etwa 16-mal so alt wie das Kaiserstuhl-Massiv. Im Oberhang der Nimberg-Westflanke dagegen kann man vereinzelt auf kleine Felswände des Hauptrogensteins treffen. Dieser erhielt seinen seltsamen Namen von der fischrogenartigen Struktur des Gesteins. Zum Zeitpunkt seiner Entstehung befand sich an dieser Stelle die Wellenzone eines Flachmeeres, in der sich Schalenreste und sonstige Kalkpartikel in ständiger Bewegung rundeten und nach dem Rückzug des Wassers zur Kalkbank zusammenbackten. In Nimburg-Bottingen ist beispielsweise eine Muschelkalk-Formation noch gut sichtbar, wenn auch die fischrogenartige Struktur des Gesteins dort nicht zu sehen ist.

### Paläozoikum und Mesozoikum
Am Ende des Paläozoikums, also vor etwa 250 Millionen Jahren, war die in Rücken und Senken gegliederte Landoberfläche des Breisgaus weitgehend eingeebnet. Von den heutigen Mittelgebirgen Schwarzwald, Vogesen und Kaiserstuhl – ja selbst von den Alpen – war damals noch überhaupt nichts zu sehen und der damalige Kontinent hatte mit dem heutigen Europa optisch auch absolut nichts gemein. Während der nachfolgenden Ära des Mesozoikums (Erdmittelalter) wurden im Südbadischen Raum mächtige, teils festländische, teils marine Sedimente der Trias und des Juras abgelagert (Neptunische Formationen). Diese stehen im Freiburger Raum in der Vorbergzone zwischen Emmendingen und Staufen, wenn auch nur in kleinen Vorkommen und größtenteils auch unvollständig, heute noch zutage an. Innerhalb des Oberrheingrabens sind sie vor allem tief im Untergrund erhalten. Bei einigen Bruchschollen jedoch sind sie bis heute noch an der Oberfläche gut sichtbar: wie z. B. Nimberg, Marchhügel oder Lehener Bergle.

### Mesozoikum und Tertiär

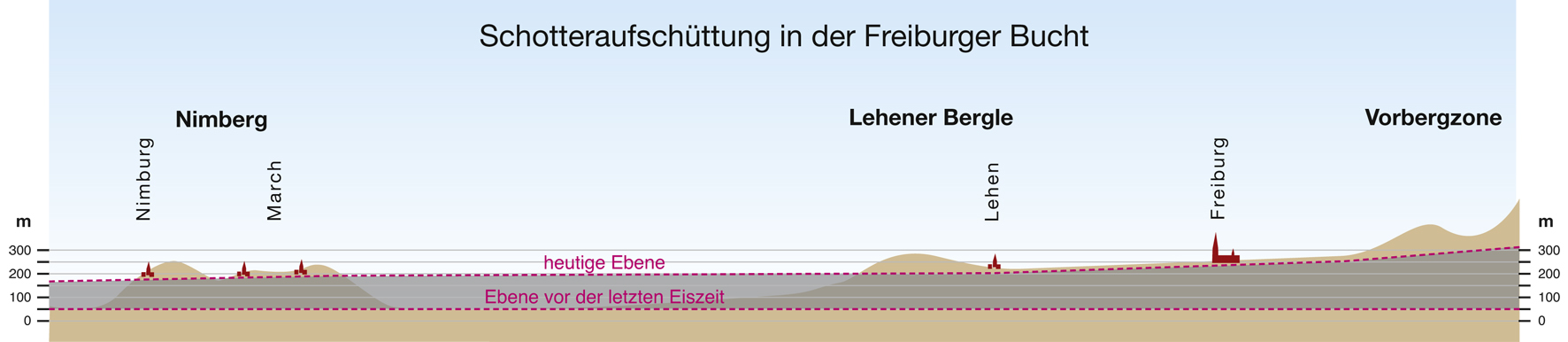
Aufschotterung der Freiburger Bucht nach der letzten Eiszeit

Aus den Vogesen und besonders aus dem Schwarzwald wurde während und nach der letzten Eiszeit reichlich Abtragungsschutt (entstanden bei eiszeitlicher Frostsprengung und Gletscheraktivität) in die Freiburger Bucht verfrachtet. Durch die in einem großen Mündungsschwemmkegel abgesetzte Geröllfracht, vor allem der Dreisam, aber auch – in deutlich geringerem Maße – von Elz und anderen Schwarzwaldflüssen und -bächen, wurde das vor allem im Jung-Tertiär entstandene Schollen-Mosaik der Freiburger Bucht, bestehend aus etwa 60 Millionen Jahre alten (mesozoischen) Gesteinen, größtenteils verschüttet. Daher erhebt sich der Nimberg kaum noch über die heutige Ebene. Dieser Mündungsschwemmkegel der Dreisam, der direkt am Ausgang des Zartener Beckens seinen Anfang nimmt und etwa zwei Drittel der Freiburger Bucht bedeckt, ist für das kaum sichtbare aber deutliche Gefälle der Freiburger Bucht in Richtung Nimberg verantwortlich (siehe auch nebenstehende Grafik). Zum Vergleich: Der Münsterplatz in Freiburg liegt auf knapp 280 m.
Die heutige Ebene entspricht weitestgehend der Aufschüttungshöhe der letzten Eiszeit. Vor der Aufschüttung war das Relief des Nimbergs wesentlich stärker. Wenn man von der größten Schottermächtigkeit ausgeht, die bei der „Thermalwasserbohrung 2“ in Freiburg gemessen wurde, dann ragte der Nimberg vor der Aufschotterung statt der heutigen 70 m knapp 200 m aus der Ebene empor.

## Bergbau
Am Nimberg wurde in der Vergangenheit auch Bergbau betrieben: Am südwestlichen Ausläufer des Marchhügels, dem Roten Felsen und im benachbarten „Erzknappenloch“, sowie an der Nordwest-Flanke des Nimbergs, bei der Nimburger Bergkirche im Gewann Kreuzacker, wurde Eisenerz abgebaut. Der Stollen beim Roten Felsen ist heute jedoch nicht mehr zugänglich und der Eingang verschlossen. Er ist nun vor allem ein Paradies für Fledermäuse, die den Stollen zahlreich bevölkern. Schon die Kelten förderten ab 600 v. Chr. Material aus dem Berg, wie Steinlegungen in den Grabhügeln wie dem Großen Bürgle in Buchheim beweisen. An der steilen Westflanke des Nimbergs im Gewann Kreuzacker kann man unter dichten Dornengebüschen einige alte, versteckte und heute kaum noch zugängliche Steinbrüche finden. Sie gaben früher Einblicke in den geologischen Aufbau des Nimbergs. 20 bis 40 Meter mächtig sind die Schichten des Braunjuras an dieser Stelle. Besonders auffallend sind die so genannten Murchisonaeschichten – stark eisenhaltige Kalksandsteine, aus denen man früher Eisen herausgeschmolzen und – wie alte Rechnungen aus dem 17. Jahrhundert beweisen – in Simonswald verhüttet hatte. Auch der auffallend braunrote Ackerboden am unmittelbaren Hangfuß rührt von der Verwitterung dieser eisenhaltigen Schichten (Rost). Dies ist auch im Bereich des Roten Felsens zu beobachten, wovon auch sein Name herrührt. Der Steinbruch im Kreuzacker ist derzeit der einzig bekannte in eozänen Süßwasserkalken (Melanien-Kalk) nördlich von Freiburg. Diese alttertiären Süßwasserkalke zeigen die ersten Bewegungen im Oberrheingraben an. Die Entstehung des Oberrheingrabens begann vor ca. 35 Millionen Jahren.

## Terrassenlandschaft

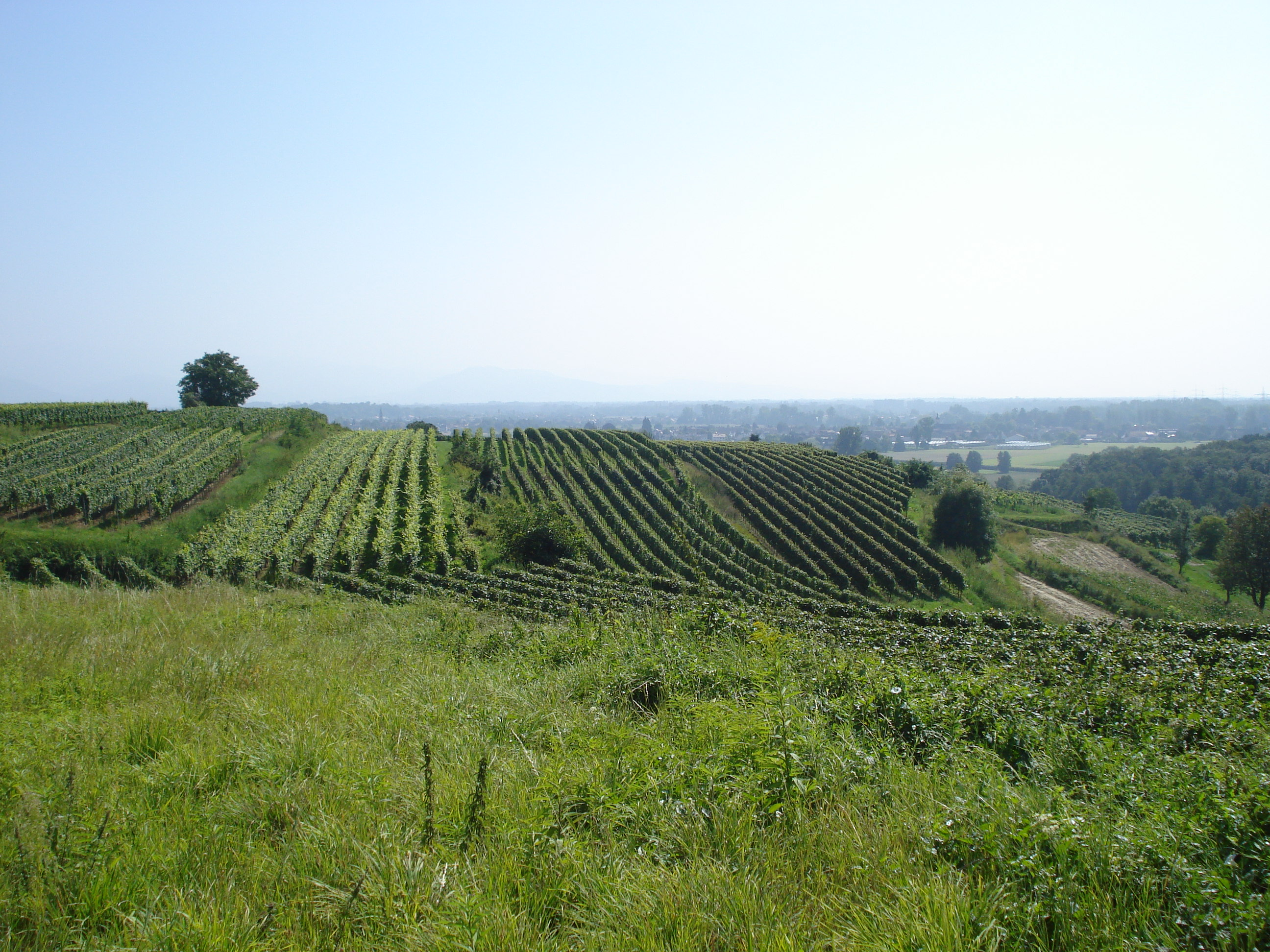
Terrassierungen am Nimberg. Im Hintergrund liegt die March.

Nicht nur der Kaiserstuhl und der Tuniberg, sondern auch der Nimberg weisen vermutlich seit dem alemannisch-fränkischen Frühmittelalter (ab etwa 550 n. Chr.) die ersten Terrassierungen der lössbedeckten Hügel auf. Schon zu dieser Zeit war die Landbewirtschaftungstechnik so fortschrittlich, dass man das Erosionsrisiko im Löss durch die Terrassierung zu vermeiden suchte und sich gleichzeitig besser zu bewirtschaftende ebene Flächen herausformte. All dies geschah in mühevoller Handarbeit, die sich über einige Jahrhunderte hingezogen haben dürfte. Im Gegensatz zu Kaiserstuhl und Tuniberg verrät der noch heute hohe Anteil an Ackerterrassen im Nimberg auch das feinfühlige Eingehen auf kleinklimatische Unterschiede der einzelnen Lagen. Als Lebensraum hat die Terrassenlandschaft mit ihrem Netz von Rainen große Bedeutung für die Tiere der Feldflur. Hase, Dachs und Rebhuhn profitieren vom steten Wechsel der Kulturen und von den Böschungen als vernetztem Rückzugsraum. Nirgendwo im Breisgau ist die Dichte an Feldhasen größer als auf dem Nimberg.

## Löss-Bedeckung
Der Nimberg ist heute nahezu vollständig von einer quartären Lössschicht bedeckt. Löss ist ein Lockersediment, welches durch Erosion anderer Gesteine entsteht und durch äolischen Transport an seinen Ablagerungsort befördert wird. Der Löss entstand – wie im gesamten Randbereich der Oberrheinebene – während der letzten, weitgehend vegetationsfreien Eiszeit durch Auswehung aus dem Rheinschlamm. Die Ablagerung fand im periglazialen (das heißt: eisfreie, jedoch von Gletschereis umgebene Fläche) Gebiet um den Kaiserstuhl statt. Der Hauptprozess, der in dieser Region stattfindet, ist Frostsprengung von Gestein. Da keine Vegetation vorhanden ist, die den Wind bremsen könnte, weht dieser beständig stark. Er nimmt das leichteste Material mit und lagert es an Hindernissen, beispielsweise dem Nimberg, wieder ab. Hierbei ist zu beachten, dass die Ablagerung im Lee stattfindet, im Falle des Nimbergs – wo der Wind aus Südwesten wehte – also im Nordosten. Je höher der Sedimentationsort liegt, desto dünner ist die Schicht tatsächlich abgelagerten Materials. Am Nimberg liegt die Mächtigkeit der Lössschicht bei bis zu 15 Metern. Der Herkunftsort des Lösses am Nimberg lag hauptsächlich in den nördlichen Kalkalpen. Die Lössböden des Nimbergs werden – wie auch am Kaiserstuhl – agrarisch intensiv genutzt, da sie eine gute Belüftung bieten und eine hohe Wasserspeicherfähigkeit sowie mechanisch gute Eigenschaften besitzen. Der gewachsene Löss ist außerdem für den Hochwasserschutz von Bedeutung, da er starke Niederschläge wie ein Schwamm aufnimmt und dann gleichmäßig wieder abgibt. Dennoch reicht der Wasserhaushalt des Nimbergs nicht aus, um üppige Wälder zu halten. Der gesamte Hügelrücken ist nicht bewaldet.

## Löss-Hohlgassen
Den gesamten Nimberg und den Marchhügel durchziehen zahlreiche Hohlwege. Ermöglicht wurden die oft mehrere Meter eingetieften Wege durch ein erosives Miteinander von Mensch und Natur. Die Natur steuerte zunächst das Ausgangsmaterial bei. Der angewehte Löss, der am Nimberg hängen blieb, erscheint wie teils lockerer, teils verfestigter Boden, ist aber als Staubsediment geologisch gesehen echtes Gestein. In ihm halten durch einen verkittenden Kalkanteil die vorherrschenden Quarzkörner nach Belieben fest zusammen. Wird aber durch den Druck der Reibungskräfte eines Fuhrwerks seine Struktur zusammengepresst, kann Wasser rasch tiefe Gräben in die Oberfläche reißen. Auch durch die traditionellen Fuhrwerkbremsen und deren jahrhundertelange Nutzung der Wegspuren tieften sich diese als kleine Schluchten in die Lössoberfläche und schufen die Hohlgassen.

## Feld und Flur
Im Gegensatz zum Kaiserstuhl weist die Feld- und Rebflur auf dem Nimberg noch viele mächtige Obstbäume auf. Aufgrund des warmen Klimas und der relativen Trockenheit überwiegen Kirschbäume. Weil mit dem Obst früher ein bedeutender Mehrertrag einherging, wurden die Obstbäume sorgsam gepflegt. Über eine mögliche Beeinträchtigung der Acker- und Rebflächen machten sich die hiesigen Landwirte und Winzer damals weniger Sorgen. Wenn ohnehin noch alles in Handarbeit oder mittels Arbeitstieren geregelt werden musste, spielte der raumgreifende Baum keine so große Rolle. Der Beschattung der Reben begegnete man mit einem abgestimmten Pflanzenort – zum Beispiel am Fuß des anliegenden Rains oder der eigenen Parzelle, nördlich vorgelagert. Hätte man am Nimberg ähnliche Flurneuordnungsverfahren durchgeführt wie am Kaiserstuhl und Tuniberg, wären viele dieser eindrucksvollen Baumgestalten verloren gegangen. Gartenrotschwanz, Wendehals und Steinkauz bedanken sich heute für diese „Untätigkeit“.

## Tierwelt

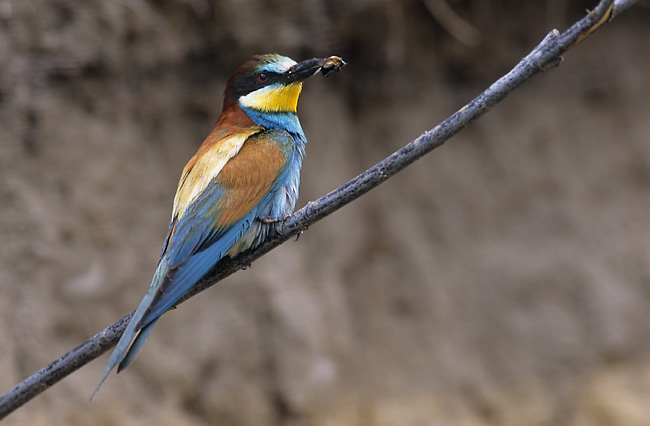
Bienenfresser (Merops apiaster)

Die reich strukturierte Landschaft auf dem Nimburgplateau bietet gute Möglichkeiten seltene Arten der Vogelwelt zu beobachten. Neben Gartenrotschwanz, Wendehals, Grünspecht und Dorngrasmücke hat auch der Wiedehopf am Nimberg sein Zuhause. Aber auch Pirol, der gefährdete Steinkauz und der besonders seltene Bienenfresser sind hier heimisch; ebenso wie einige Falken- und Bussard-Arten. Alles andere als selten ist der Fasan am Nimberg anzutreffen.
Wie schon erwähnt, ist der Feldhase am Nimberg besonders stark vertreten und entsprechend oft zu beobachten. Kaum dagegen wird man den hiesigen Dachs zu Gesicht bekommen, er ist sehr scheu. Wildschweine und Rehe finden, gerade in den Feldgärten auf dem Hügel, leicht Nahrung, sind aber eher seltenere Gäste und halten sich lieber in den benachbarten Wäldern auf.

## Weinbau

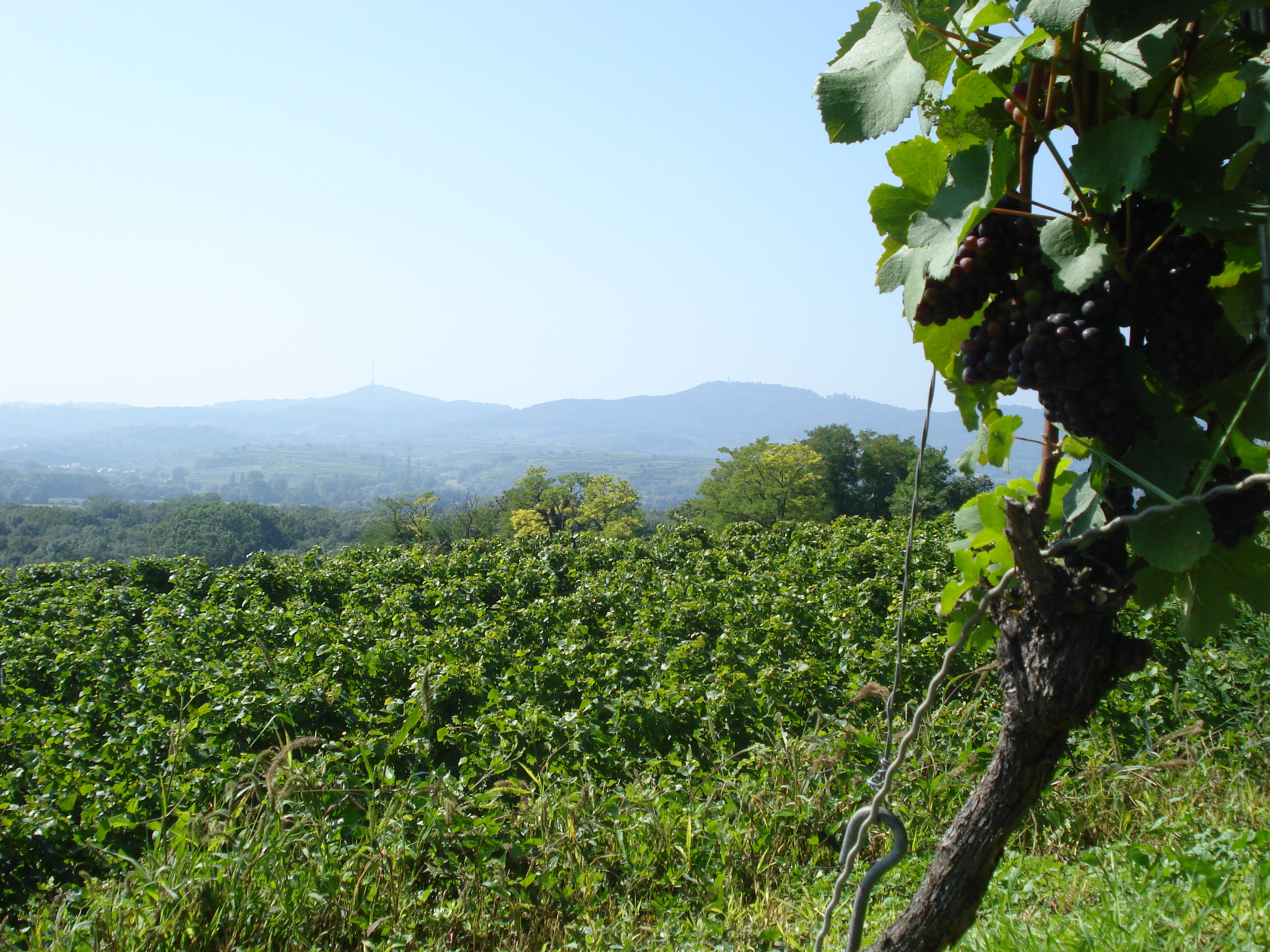
Nicht nur am Kaiserstuhl (Hintergrund) ist Weinbau ein Thema

Weinbau am Nimberg wurde bereits seit frühester Zeit betrieben. Die Rebterrassen der Nimberg-Westflanke lassen sich beispielsweise schon auf einer Flurkarte aus dem Jahr 1589 erkennen. Die Reben wurden vom Rebknecht der Schafferei Ober-Nimburg (bis 1545 bei der Nimburger Bergkirche, nebst Meierei) sowie von den umliegenden Gemeinden in Fronarbeit bearbeitet. Der Gemarkungsplan der badischen Markgrafschaft Nimburg von 1764 bis 1767 verzeichnet Reben bereits auf allen nach Südwesten ausgerichteten Hängen und Plateaulagen. Die kurzen Taleinschnitte an der Westflanke und weite Teile des Nimbergrückens waren damals dem Ackerbau vorbehalten.
Im 18. Jahrhundert wurden in Nimburg über 50 ha mit Wein bewirtschaftet. Danach wandte man sich mehr dem Hanfanbau zu, weil dieser als wirtschaftlicher erschien. Die Rebfläche schrumpfte Anfang des 19. Jahrhunderts auf knapp 13 ha zusammen. Erst nach dem Zweiten Weltkrieg erfuhr der Weinanbau wieder eine steigende Bedeutung. Um den Absatz des Weines besser organisieren zu können, wurde 1958 die Winzergenossenschaft Nimburg-Bottingen gegründet. Die Trauben werden in der Zentralkellerei Badischer Winzergenossenschaften in Breisach ausgebaut. Zahlreiche Prämierungen waren der Lohn für die gute Arbeit der Winzer.
Heute hat sich die Rebfläche beträchtlich ausgeweitet. Im Gegensatz zum nahen Tuniberg und zu weiten Teilen des Kaiserstuhls wurde jedoch die Reblandschaft des Nimbergs nicht großen Umstrukturierungen unterzogen. Für die Rebe ungünstige Talräume blieben in Ackernutzung. Trotz der großen Anbaugebiete Kaiserstuhl und Tuniberg in direkter Nachbarschaft genießt der Nimberger Wein bei Kennern ein hohes Ansehen. So bringt die Lage Nimburg-Bottinger Steingrube beispielsweise markante Burgunderweine hervor. Und auch auf dem Marchhügel wächst ein spritziger Wein, der mit den Weinlagen Buchheimer Rebstuhl und Neuershauser Steingrube (jeweils Müller-Thurgau sowie Weiß- und Spätburgunder) und der Nimburg-Bottinger Steingrube zum Weinanbaugebiet des vulkanischen Gebirges Kaiserstuhl gehört.
Da in den Marchorten der Weinbau traditionell weniger Bedeutung hatte als am Nimberg bei Nimburg oder Bottingen, sieht man um den südlichen Marchhügel herum (also bei Hugstetten und Hochdorf) heute praktisch keine Reben mehr; lediglich in Holzhausen sieht man noch einige wenige Flächen am (Holzhauser) Rebstuhl, Kirchberg und am Bergle. Der „Marcher Wein“ wurde somit zu einer Rarität. Die Gründung einer Winzergenossenschaft in March war daher weder in der Vergangenheit noch in der Gegenwart ein Thema. Im Jahr 1880 wurden in Buchheim am Rebstuhl rund 5 ha bebaut, fast nur für den eigenen Bedarf. Ähnliche Größenordnungen finden wir in Holzhausen am (Holzhauser) Rebstuhl, Kirchberg und am Bergle (1880: 5 ha) sowie am Scheibenbuck in Hugstetten (1913: 3 ha). In Neuershausen jedoch, wo die Gegebenheiten am Kolben günstiger waren, lag die Rebfläche 1880 bei 14 ha; 1897 wurden hier 13 Hektoliter erzeugt.

## Bauwerke

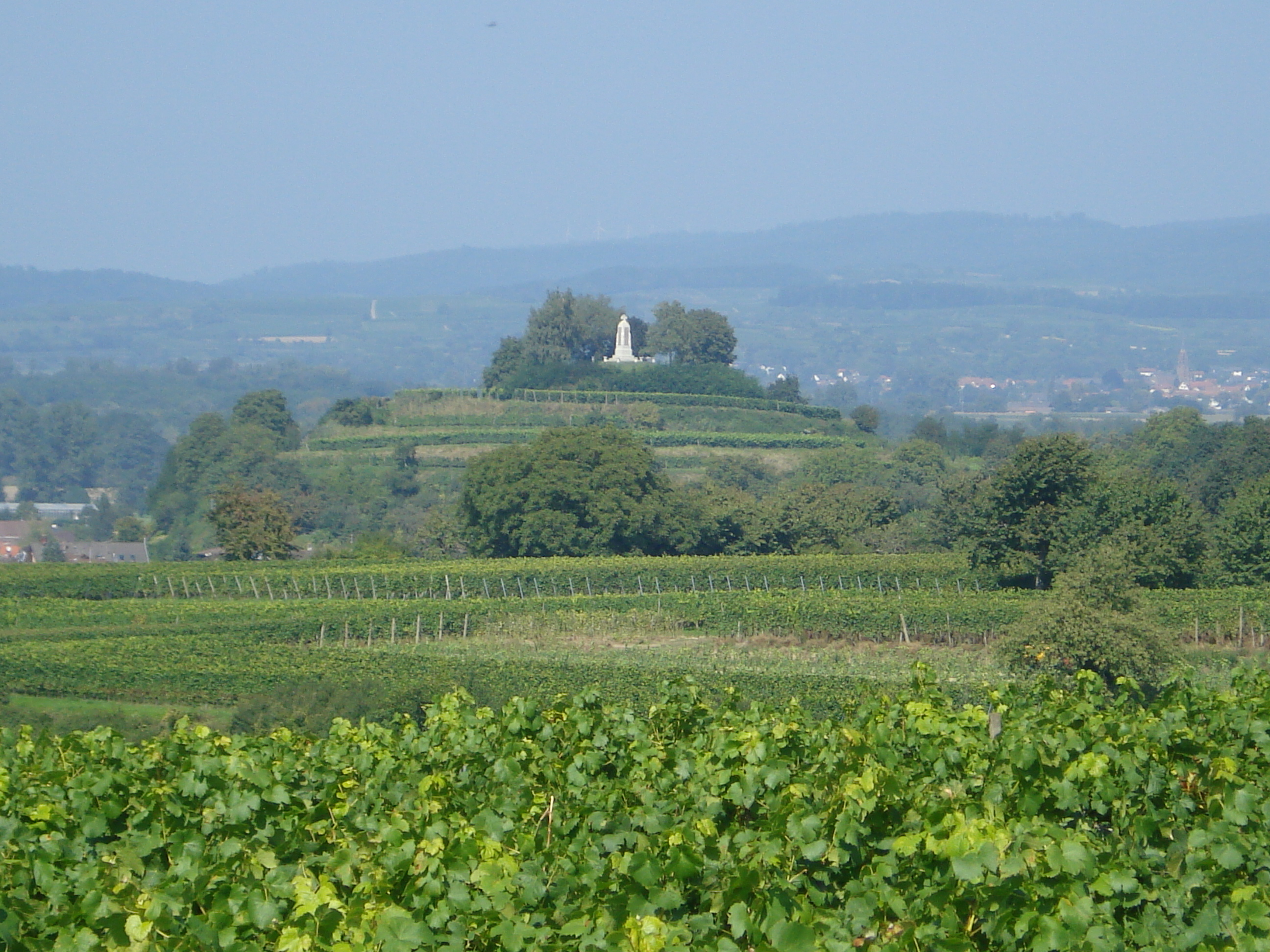
Das monumentale Kriegerdenkmal bei Nimburg

Einige wenige Bauwerke wurden auf dem Hügelrücken errichtet. Neben einigen Wasserhochbehältern, die kaum sichtbar in die Landschaft eingebettet sind, sowie dem Friedhof Holzhausen mit Kapelle und Einsegnungshalle und dem Nimburger Friedhof mit der Bergkirche Nimburg, überqueren bei Bottingen einige 110- und 220-kV-Hochspannungsleitungen ausgerechnet das hoch gelegene Nimberg-Plateau.
Das monumentalste Bauwerk auf dem Nimberg ist das Kriegerdenkmal auf dem „Beckebirgle“, einem steilen Hügel, auf dem die bereits erwähnte Burg Nimburg einst stand und der den nördlichsten Ausläufer des Nimbergs markiert. Das bei Dunkelheit beleuchtete Denkmal, welches das bereits von Weitem sichtbare Wahrzeichen des Ortes Nimburg darstellt, erinnert an die gefallenen deutschen Soldaten der beiden Weltkriege.
Oberhalb von Buchheim hat sich in 225 m Höhe ein Aussiedlerhof mit Wohn- und Ökonomie-Gebäuden angesiedelt. Im Bereich des südlichen Marchhügels vom „Hölgacker“ bis zum „Eichacker“ wurden insgesamt drei freistehende Telekommunikations-Sendemasten errichtet sowie zusätzlich einer am Wasserbehälter Hochdorf und ein weiterer beim eben genannten Aussiedlerhof.
Am südlichsten Ausläufer des Marchhügels streift noch die Autobahn A 5 den Hügel in einem Bogen. In diesem Bereich steht auch die Tank- und Rastanlage Schauinsland und markiert den südlichsten Ausläufer.

## Freizeit-Angebote

### Nimbergpfad

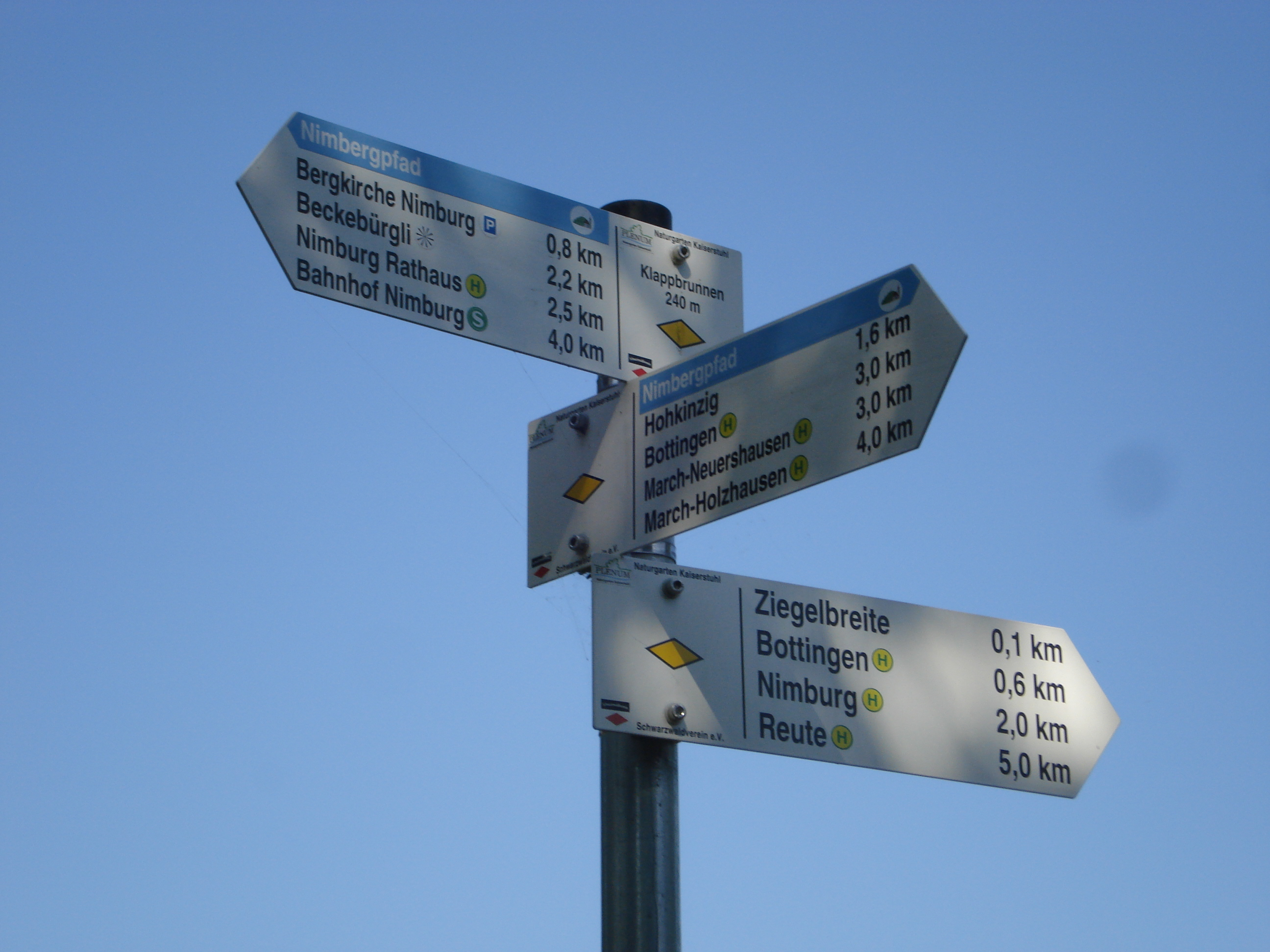
Auf dem Nimberg gibt es ein dichtes Netz von Wegweisern.

Der Nimbergpfad ist ein – mit die Landschaft erklärenden Themen-Tafeln ausgestatteter – Wanderweg durch den Nimberg. Er beginnt am Nimburger Rathaus und führt auf einer Länge von 7,5 km als Rundweg über den Nimberg. Der Themenpfad als auch andere Wege sind – wie man das vom Schwarzwald oder den Alpen her kennt – mit neuen Wegweisern ausgestattet. Der Nimbergpfad bietet eine einmalige Aussicht auf den Kaiserstuhl, die Glotter- und Dreisamniederungen, sowie die Teninger Almend und den Neuershauser Mooswald.

### Nordic-Walking und Inliner

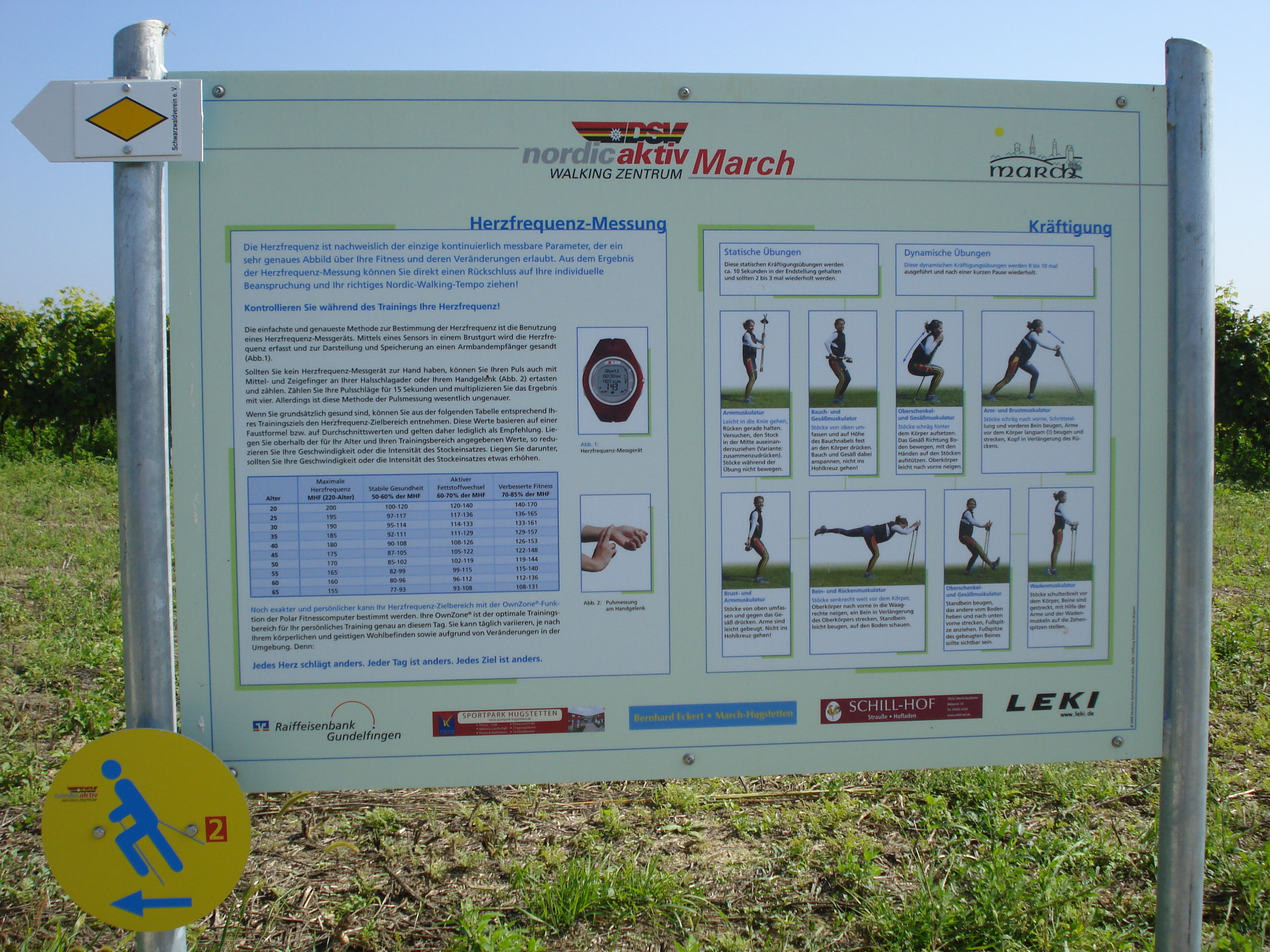
Hinweistafel der Nordic-Walking-Strecke

Die Gemeinde March hat am 1. Mai 2008 in Kooperation mit dem Deutschen Skiverband (DSV) vier Nordic-Walking- und eine Inline-Skate-Strecke eröffnet, die großzügig ausgeschildert und mit entsprechenden Hinweis-Tafeln ausgestattet sind. Die Nordic-Walking-Strecken sind in Schwierigkeitsstufen kategorisiert:
- 1. Länge: 5,1 km, Summe Höhenmeter: 63 m, Höhendifferenz: 37 m
- 2. Länge: 10,0 km, Summe Höhenmeter: 57 m, Höhendifferenz: 38 m
- 3. Länge: 10,5 km, Summe Höhenmeter: 80 m, Höhendifferenz: 48 m
- 4. Länge: 10,0 km, Summe Höhenmeter: 68 m, Höhendifferenz: 32 m

Die Inlinerstrecke ist 13,9 km lang und führt im Bereich von March-Holzhausen über den Marchhügel.